# Karen Barkey
Karen Barkey (* 10. August 1958) ist eine US-amerikanische Soziologin, die seit 2021 als Professorin am Bard College lehrt und forscht. Ihre Forschungsschwerpunkte sind Historische Soziologie und Religionssoziologie.
Barkey machte 1979 das Bachelor-Examen am Bryn Mawr College und 1981 den Master-Abschluss an der  University of Washington in Seattle. 1988 wurde sie an der University of Chicago zur Ph.D. promoviert. Nach Stationen als Assistant Professor an University of Wisconsin–Madison sowie als Assistant Professor und dann Associate Professor an der Columbia University war sie nacheinander Soziologie-Professorin an der Columbia University (2007 bis 2016), der University of California, Berkeley (2016 bis 2021) und am Bard College (Fünfjahresvertrag für 2021–2026). Zudem wurde sie für 2020/2021 auf den Germaine Tillion Chair of Mediterranean Studies am Institut d'études avancées (IMéRA) der Universität Aix-Marseille berufen.

## Schriften (Auswahl)
- After empire. Multiethnic societies and nation-building - The Soviet Union and the Russian, Ottoman, and Habsburg empires. Routledge, London 2019, ISBN 978-0-36731-960-1.
- Herausgegeben mit Dionigi Albera und Manoël Pénicaud: Shared sacred sites. The New York Public Library, New York 2018, ISBN 978-0-69212-337-9.
- Herausgegeben mit Elazar Barkan: Choreographies of shared sacred sites. Religion and conflict resolution. Columbia University Press, New York 2015, ISBN 978-0-23116-994-3.
- Empire of difference. The Ottomans in comparative perspective. Cambridge University Press, Cambridge/New York 2008, ISBN 978-0-52188-740-3.
- Bandits and bureaucrats. The Ottoman route to state centralization. Cornell University Press, Ithaca 1994, ISBN 0801429447.